# Међународни дан заштите образовања од напада
Међународни дан заштите образовања од напада је међународно обиљежавање установљено једногласном одлуком Генералне скупштине Уједињених нација 2020. године. Обиљежава се 9. септембра сваке године. Дан скреће пажњу на нападе на ученике, наставнике и образовне институције током оружаног сукоба, коришћење школа у војне сврхе, као и на напоре усмјерене на промовисање и заштиту права на образовање и омогућавање наставка образовања у оружаним сукобима, укључујући Декларацију о безбједним школама.
УНИЦЕФ (Агенција УН-а за права детета) и УНЕСКО (Организација Уједињених нација за образовање, науку и културу) су позвани да омогуће обиљежавање дана.
Резолуцију којом се овај дан проглашава представио је Катар, а ко-спонзорисале су је 62 земље.
На дан, 10. септембра 2020. године Савјет безбједности Уједињених нација је одржао отворену дебату о заштити ученика, наставника и школа у вријеме оружаног сукоба, и под вођством Нигера, издао је своју прву икада предсједничку изјаву посвећену искључиво о заштити дјеце и образовања од напада.

## Међународни дан заштите образовања од напада 2023
Оружани сукоби: Када бука оружја утиша образовање
Образовање је основно људско право. За дјецу и младе људе који су заробљени у кризним ситуацијама, образовање не само да гарантује континуитет учења, већ пружа и осјећај нормалности и кључ за избор другачије будућности, како упозоравају Уједињене нације за образовање, науку и културу (УНЕСКО).
Са знањем, вјештинама и подршком стеченим кроз образовање, различите генерације могу да превазиђу кризе и воде свијет ка одрживој будућности. Ово је посебно евидентно за рањиве групе, као што су дјјевојке, мигранти, избјјеглице и особе са инвалидитетом.
— Уједињене нације

## Процјена и посљедице
У 2022. години, према Уницеф-у, „Централна и Западна Африка су дом за скоро четвртину свјетске дјеце која не похађају школу“, или 57 милиона дјеце, адолесцената и младих људи, од укупно 236 милиона дјеце широм свијета у школама. „Непрекидно насиље“ изазива егзодусе и више од 12.400 школа је „затворено до краја школске 2021/2022. године.“ Хуманитарне организације, уочи Међународног дана, „позивају владе, оружане снаге, друге стране у сукобима и међународну заједницу да предузму усаглашене мјере како би се зауставили напади и пријетње на школе, ученике и наставнике, као и јачање подршке квалитетном учењу за свако дијете у региону”.
У септембру 2023. године, уочи Међународног дана заштите образовања од напада, Глобална коалиција за заштиту образовања од напада (ГЦПЕА) извјештава о „алармантом порасту напада на образовање широм свијета“: „више од 3.000 напада на образовање је забиљежено у 2022. године, што је повећање од 17% у односу на претходну годину” и „више од 6.700 ученика и наставника је наводно убијено, повријеђено, киднаповано, ухапшено или на други начин погођено нападима на образовање у 2022. години, што је повећање од 20% у односу на 2021. годину.”.